# Осока Буксбаума
Осока́ Буксба́ума (Carex buxbaumii) — багаторічна рослина родини осокових. Трава, поширена у Північній Америці та Євразії. Рідкісний вид, занесений до Червоної книги України.

## Опис
Багаторічна трав'яниста рослина, що утворює суцільний покрив. Кореневище довге. Стебла 25–75 см, дистально шорсткі. Листки сіро-зелені, плоскі, завширшки 2—3,5 мм. Суцвіття китицеподібне 5—7 см завдовжки, складене з 3—5 прямовисних колосків, нижні на коротких (5—8 мм) ніжках. Верхній колосок булавоподібний або довгасто-яйцеподібний (верхні квітки в ньому жіночі, нижні чоловічі). Решта колосків — жіночі, яйцеподібні або довгасто-яйцеподібні. Покривні луски довгасто-яйцеподібні, іржаво-бурі, коричневі або пурпурово-коричневі з шилоподібними шорсткими вістрями. Приймочок 3. Плід — горішок. Розмножується насінням і вегетативно.

## Поширення
Північна Америка: Канада, США, Ґренландія; Європа: Австрія, Ліхтенштейн, Боснія і Герцеговина, Велика Британія, Естонія, Латвія, Литва, Болгарія, Білорусь, Чорногорія, Чехія, Данія, Фінляндія, Франція, Німеччина, Швейцарія, Нідерланди, Італія, Норвегія, Польща, Російська Федерація, Румунія, Словаччина, Словенія, Швеція, Україна; Азія: Західний Сибір. Населяє вологі луки, болота, драговину.
В Україні зростає на заболочених лугах, низинних болотах — в Поліссі, Лівобережному Лісостепу (Сумська обл., Тростянецький р-н), Карпатах, рідко. Охороняють у Карпатському БЗ, низці заказників. Необхідно контролювати стан популяцій. Заборонено порушення умов зростання, гідрологічного режиму, осушення.

## Галерея

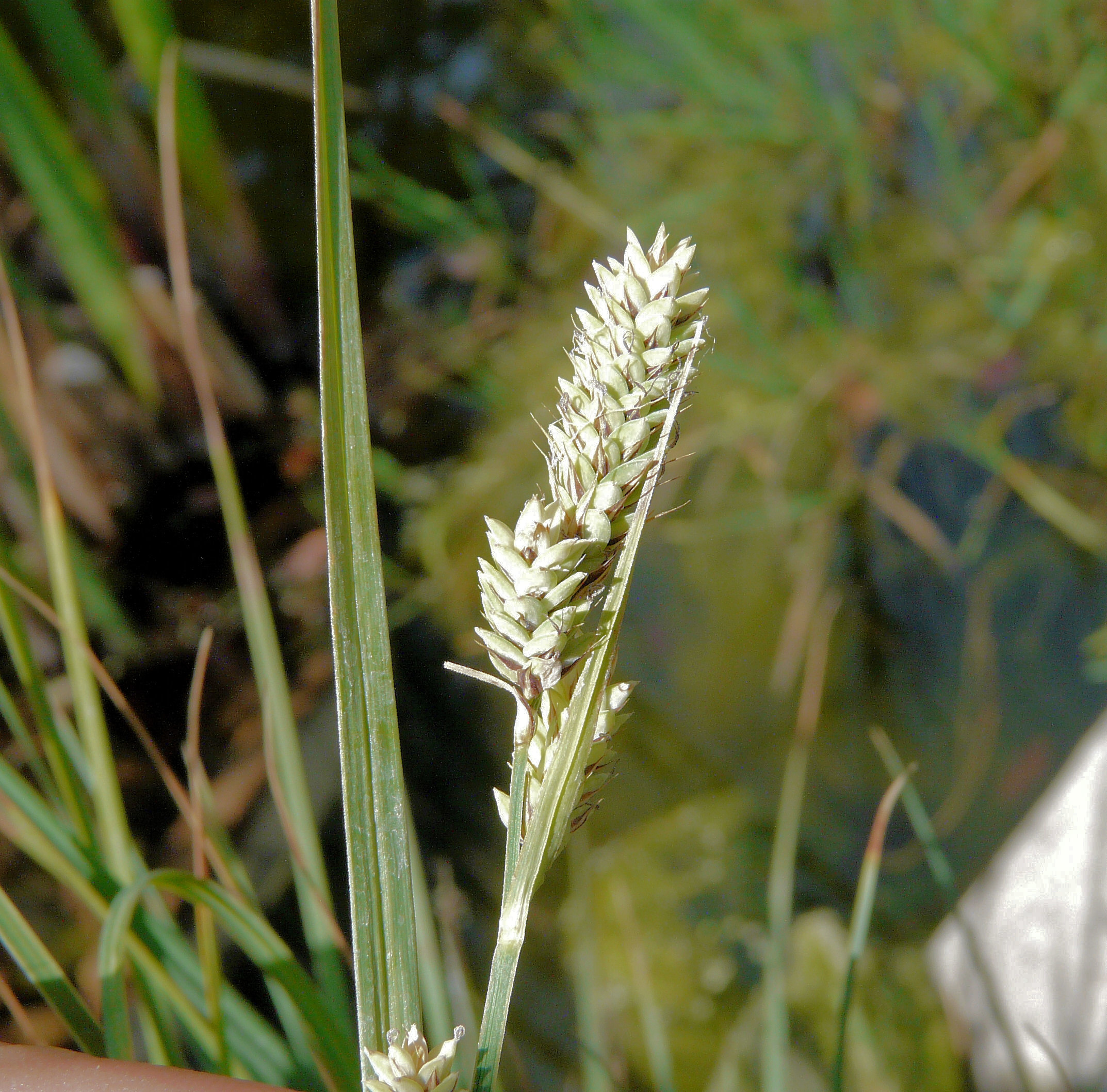
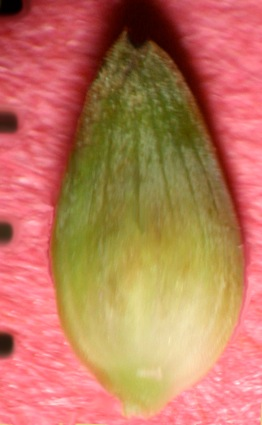
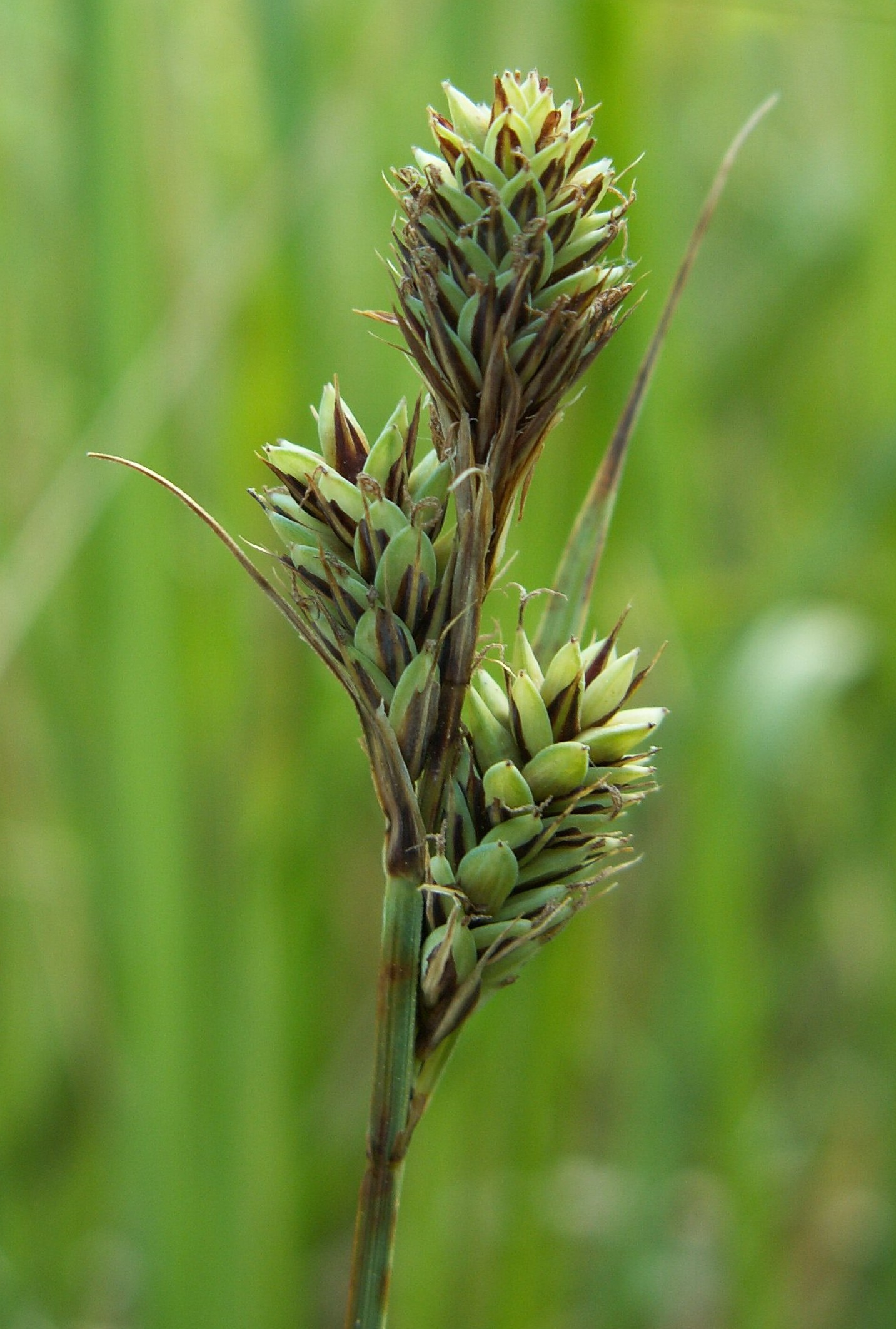